# Siliștea (okręg Neamț)
Siliștea – wieś w Rumunii, w okręgu Neamț, w gminie Români. W 2011 roku liczyła 2074 mieszkańców.